# Campo Grande (Rio de Janeiro)
Campo Grande is een wijk van de zone West van de Braziliaanse stad Rio de Janeiro. Het is qua oppervlakte een van de grootste wijken tevens de meest bevolkte van de stad.

## Geschiedenis
Oorspronkelijk woonden Picinguaba-indianen in het gebied. Vanaf 1565 werd het gebied gekoloniseerd, maar het bleef lang een landelijk karakter behouden. Met de komst van de spoorwegen in 1878 veranderde dit en verstedelijkte het gebied snel. In 1915 kwam de elektrische tram. In 1968 werd Campo Grande een stad, hoewel het nog steeds gezien wordt als een wijk van de stad.